# Вестервелле, Гидо
Ги́до Ве́стервелле (нем. Guido Westerwelle; 27 декабря 1961 — 18 марта 2016, Кёльн) — немецкий политик, с 2001 по 2011 год председатель либеральной политической партии СвДП. Министр иностранных дел Германии и вице-канцлер с 28 октября 2009 года по 17 декабря 2013 года.

## Биография и политическая деятельность
Родился 27 декабря 1961 года в городке Бад-Хоннефе (Северный Рейн — Вестфалия).
Изучал право в университете Бонна. С 1991 года получил право заниматься адвокатской деятельностью. В 1994 году получил степень доктора юриспруденции (нем. Doktor der Rechtswissenschaften, Dr. jur.), что по российским меркам примерно соответствует кандидату юридических наук (диссертация на тему «Партийное право и молодёжные политические организации»).
В 1980 году вступил в «Свободную демократическую партию». С 1994 по 2001 год являлся генсеком партии, а в 2001 году становится её председателем.
На очередном партийном собрании СвДП 15 мая 2009 года в Ганновере Вестервелле был переизбран на новый двухгодичный срок. За него проголосовали 599 делегатов партии, 18 проголосовали против, 8 воздержались.
Во время выборов в бундестаг, состоявшихся 27 сентября 2009 года, СвДП добилась самого большого успеха за всю историю своего существования, получив 14,6 процента голосов избирателей. Успех СвДП сделал возможным создание правящей коалиции с ХДС, которая получила 33,8 процента голосов.
24 октября 2009 года блок Христианских демократических партий, который возглавляет канцлер Германии Ангела Меркель, и Свободная демократическая партия во главе с Гидо Вестервелле объявили о создании правоцентристской коалиции. Согласно коалиционному соглашению, он занял пост вице-канцлера и министра иностранных дел.

### Закат политической карьеры
На земельных выборах, которые состоялись в марте 2011 года в Саксонии-Анхальте и Баден-Вюртемберге, СвДП получила по 3,8 % и 4,2 % и не прошла в парламенты этих земель. Это послужило поводом для того, чтобы начать дискуссию о необходимости смены лидера и пересмотра политического курса партии. В сложившейся ситуации Вестервелле решил не осложнять ситуацию и уйти с поста главы СвДП. На съезде глав земельных представительств и президиума партии претендентом на его пост был избран Филипп Рёслер. Официально Гидо Вестервелле покинул пост главы СвДП 13 мая 2011, когда партийный съезд в Ростоке утвердил в должности нового главу партии. Вестервелле уступил пост вице-канцлера Ф. Рёслеру, но сохранил за собой в правительстве пост министра иностранных дел.
На выборах в бундестаг 2013 года СвДП набрала 4,8 % и впервые не прошла в парламент Германии, вследствие чего Вестервелле перестал быть не только министром, но и депутатом бундестага.
5 декабря 2013 года Вестервелле прибыл в Киев на Евромайдан, чтобы поддержать противников Виктора Януковича.

### Личная жизнь

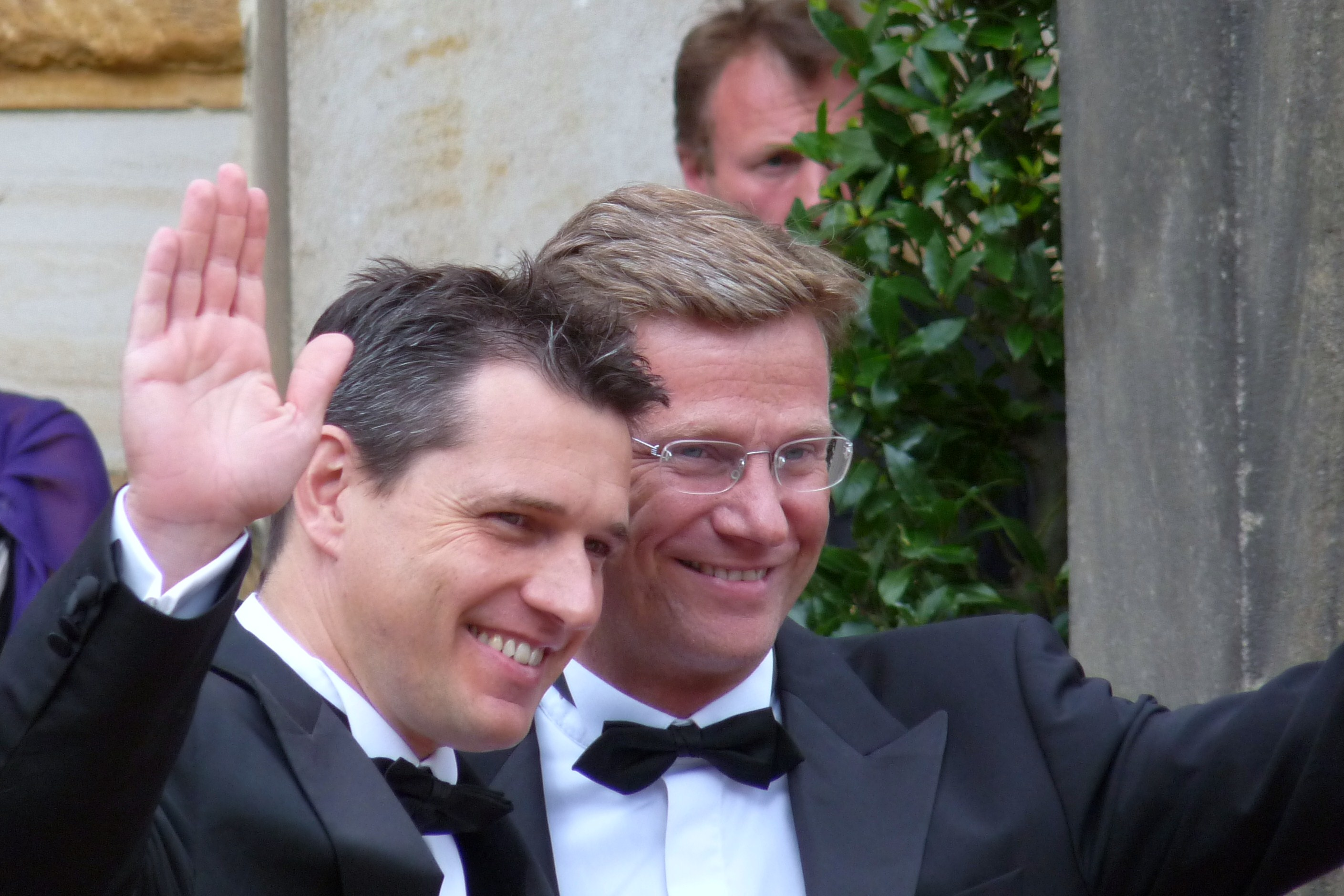
Гидо Вестервелле со своим партнёром Михаэлем Мронцем (2009 г.)

Гидо Вестервелле не скрывал своей гомосексуальности. Свой каминг-аут он совершил в 2004 году, придя со своим партнёром Михаэлем Мронцем (нем. Michael Mronz) на приём по случаю дня рождения Ангелы Меркель.
В октябре 2009 года в интервью немецкому еженедельнику Stern Вестервелле заметил: «Если бы немецкая толерантность стала примером и для других стран, это укрепило бы нашу внешнюю политику». В том же интервью Вестервелле предложил урезать помощь тем развивающимся странам, в которых женщин не считают за людей, а геев и лесбиянок привлекают к судебной ответственности только за их сексуальную ориентацию.
17 сентября 2010 года Вестервелле и Мронц зарегистрировали гражданское партнёрство.

### Болезнь и смерть
20 июня 2014 было объявлено, что Вестервелле страдает лейкемией. Он прошёл курс химиотерапии, ему также была проведена операция по пересадке костного мозга. Последний раз на публике он появился в ноябре 2015 года, представив книгу о своей борьбе с болезнью «Between Two Lives». Гидо Вестервелле скончался 18 марта 2016 года в возрасте 54 лет в клинике Кёльнского университета от последствий лейкемии.